# Джастис, Виктория
Викто́рия Дон Джа́стис (англ. Victoria Dawn Justice; род. 19 февраля 1993, Холливуд, Флорида, США) — американская актриса кино, телевидения и озвучивания, певица и модель.
Карьеру в актёрском искусстве Виктория начала в возрасте 10 лет на телевидении, сыграв эпизодические роли в сериалах «Девочки Гилмор», «Всё тип-топ, или жизнь Зака и Коди», «Любовь вдовца», «АйКарли», «Зоуи 101» и другие. Её дебютом стал сериал «Виктория - победительница» канала Nickelodeon, в котором она исполнила главную роль. Она также снялась в нескольких художественных фильмах, в их числе «5 неизвестных», «Последнее пророчество», «Мальчик, который рассказывал об оборотне», «Коротышка», а также Виктория исполнила второстепенную роль в фильме «В первый раз». Двенадцатого января 2015 года на канале MTV состоялась премьера криминальной драмы «Приятный на вид», в котором Виктория исполнила главную роль.
Помимо актёрской карьеры, Виктория занимается музыкальной. Она исполнила несколько саундтреков для фильма «Феерия!», в котором она также снялась. Она записала множество песен для сериала «Виктория-победительница».

## Ранние годы
Виктория Джастис родилась 19 февраля 1993 года во Флориде в семье Сирены и Зака Джастис. У Виктории ирландские, французские, немецкие и английские корни со стороны отца, а со стороны матери у неё пуэрто-риканская кровь. В восьмилетнем возрасте решила, что хочет стать актрисой. Начала свою карьеру в качестве модели. Снялась в некоторых рекламных роликах («Ralph Lauren», «Gap and Guess» «Toast Crunch» и «Ovaltine»). У Виктории есть сестра Мэдисон (1996 г.). Виктория и её семья переехала в Калифорнию в 2003 году. В 2005 году она прошла прослушивание и была принята в театр музыкальной программы в известных исполнительских Лос-Анджелесских школах искусств.

## Начало карьеры

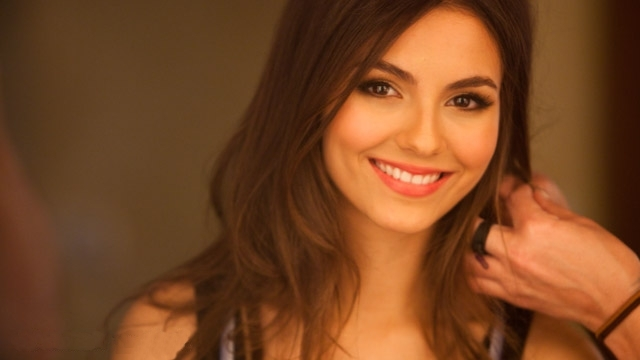
Джастис в 2011 году

Актёрская карьера Виктории стала развиваться в десятилетнем возрасте, когда она была приглашённой гостьей в телесериале «Девочки Гилмор». Она была приглашена на второй эпизод сериала «Всё тип-топ, или Жизнь Зака и Коди». В 2005 году она принимала участие в съёмках двух фильмов. Она получила эпизодическую роль в фильме «Безумная семейка» и исполнила роль Розы в фильме «Серебряные колокольчики». В 2007 и 2008 году Джастис снималась в третьем и четвёртом сезонах сериала «Зоуи 101», в роли Лолы Мартинес, новой студентки, которая изображает из себя актрису. Когда Джастис узнала, что получила роль, она была счастлива, подпрыгивала и кричала. Виктория выпустила свой дебютный сингл в середине 2007 года, когда ещё шли съёмки «Зоуи 101».
2009 год оказался успешным для Виктории. Она была приглашённой звездой в телесериале «Тру Джексон». Джастис не планировала возвращаться в звукозаписывающую студию до 2009 года, после того как она снялась в фильме «Феерия!». Виктория Джастис исполняет три песни в течение фильма. Фильм «Феерия!» собрал 3,7 миллиона зрителей во время премьеры. После этого было объявлено, что она будет приглашённой звездой на специальный эпизод телесериала «АйКарли».

## «Виктория-победительница» и другие проекты

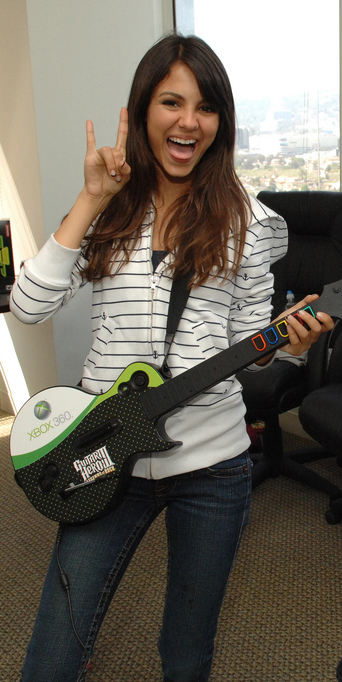
Джастис в 2010 году

Двадцать седьмого марта 2010 года на канале Nickelodeon вышел пилотный эпизод сериала «Виктория-победительница», в котором Виктория Джастис сыграла главную роль. Сериал собрал 5,7 млн зрителей и получил в целом положительные отзывы от критиков.
В это время Виктория снова вернулась в студию звукозаписи для сериала в 2010 году. Она записала песню «Make It Shine», которая стала заглавной песней сериала и имела большой успех в США. Также в сериале были некоторые песни, такие как «You’re the Reason», «Finally Falling», «Beggin' on Your Knees», «Best Friend’s Brother» «Tell Me That You Love Me» и «Make It In America». Виктория записала песню «Freak the Freak Out» для специального эпизода длительностью 45 минут. Сингл стал её третьей песней на получение официального релиза, после песни «A Thousand Miles» и «Make It Shine» и была официально выпущена 22 ноября 2010 года.
В мультсериале Пингвины Мадагаскара Виктория озвучивала Стейси. В 2010 году Джастис снялась в оригинальном фильме телеканала Nickelodeon «Мальчик, который рассказывал об оборотне». Она исполняла роль Джордан, девушку, которая превращается в оборотня. Фильм стал очень успешным, он собрал 5,8 млн зрителей во время премьеры.
В 2013 году было объявлено, что Джастис сыграет главную роль в фильме «Те, кого нельзя поцеловать». Мировая премьера состоялась на кинофестивале Outfest 17 июля 2015 года. Позже он был выпущен 18 сентября 2015 года с помощью сервисов видео по запросу. Джастис также участвовала в различных шоу в 2015 году. В августе 2014 года издание Billboard сообщило, что Джастис покинула лейбл Columbia Records, но записывает новую музыку, которая будет выпущена в 2015 году.
20 октября 2016 года Джастис сыграла Джанет Вайс, одну из главных ролей в фильме ужасов «Шоу ужасов Рокки Хоррора». Премьера фильма состоялась в сети Fox с участием актёрского ансамбля во главе с Лаверной Кокс. Это дань уважения культовому классическому одноимённому фильму 1975 года режиссёра Кенни Ортеги с использованием оригинального сценария, написанного Ричардом О’Брайеном и Джимом Шарманом. В 2017 году выходит фильм «Окраина» с участием Джастис. Он вышел в прокат 14 апреля 2017 года.
В 2020 году Джастис провел церемонию вручения премии 2020 Kids' Choice Awards после решения Nickelodeon провести мероприятие виртуально. В июле она объявила, что стала членом Академии звукозаписи. 7 декабря 2020 года Джастис объявила, что её первый сингл за последние семь лет будет называться «Treat Myself». Песня была выпущена 11 декабря 2020 года и является первым синглом, который она выпустила в качестве независимого исполнителя. За этим последовал сингл под названием «Stay», выпущенный 12 февраля 2021 года. Следующий сингл, «Too F*ckin' Nice», был выпущен 28 мая 2021 года.
12 марта 2021 года Джастис снялась в роли Брук в романтической драме «Измена». Для продвижения фильма она выпустила кавер-версию песни Билли Пола «Everybody’s Breaking Up». Джастис также снялась в роли Кэсси в фильме «Загробная жизнь вечеринки», премьера которого состоялась 2 сентября 2021 года на Netflix. Вместе со Спенсером Сазерлендом и Джессикой Роуз Вайс она выпустила саундтрек, к которому исполнила и написала в соавторстве песню под названием «Home». Джастис также присоединилась к актёрскому составу двух предстоящих фильмов: комедийного фильма «Король Калифорнии» и пока ещё безымянного предстоящего романтического комедийного фильма от Netflix.

## Личная жизнь
Встречалась с актёром Джошем Хатчерсоном.
С 2009 по 2013 встречалась с актёром Райаном Роттманом.
С 2014 по ноябрь 2015 года встречалась с актёром и моделью Пирсоном Фодом, с которым познакомилась на съёмках фильма «Те, кого нельзя поцеловать» (англ. Naomi and Ely's No Kiss List).

## Фильмография
| Год       |    | Русское название                            | Оригинальное название                    | Роль                        |
| --------- | -- | ------------------------------------------- | ---------------------------------------- | --------------------------- |
| 2003      | с  | Девочки Гилмор                              | Gilmore Girls                            | Джилл #2                    |
| 2005      | с  | Мэри                                        | Mary                                     | Стелла                      |
| 2005      | с  | Всё тип-топ, или Жизнь Зака и Коди          | The Suite Life of Zack & Cody            | Реббека                     |
| 2005      | с  | Безумная семейка                            | When Do We Eat?                          | молодая Никки               |
| 2005      | с  | Серебряные колокольчики                     | Silver Bells                             | Роза                        |
| 2006      | тф | Последнее пророчество                       | The Garden                               | Холли                       |
| 2006      | с  | Любовь вдовца                               | Everwood                                 | Талия Томпсон               |
| 2006      | тф | 5 неизвестных                               | Unknown                                  | дочь                        |
| 2005—2008 | с  | Зоуи 101                                    | Zoey 101                                 | Лола Мартинес               |
| 2009      | тф | Захватывающий!                              | Spectacular!                             | Тамми                       |
| 2009      | с  | Тру Джексон                                 | True Jackson                             | Вивиан                      |
| 2009—2013 | с  | Биг Тайм Раш                                | Big Time Rush                            | Играет саму себя            |
| 2010      | с  | Охотники за монстрами                       | The Troop                                | Эрис Фейри                  |
| 2010      | ф  | Мальчик, который рассказывал об оборотне    | The Boy Who Cried Werewolf               | Джордан Сандс               |
| 2009—2011 | с  | АйКарли                                     | iCarly                                   | Шелби Маркс / Виктория Вега |
| 2012      | ф  | В первый раз                                | The First Time                           | Джейн Хармон                |
| 2012      | тф | Коротышка                                   | Fun Size                                 | Рэн                         |
| 2010—2013 | с  | Виктория - победительница                   | Victorious                               | Виктория Вега               |
| 2010—2013 | с  | Пингвины из Мадагаскара                     | Penguins of Madagascar                   | Стейси                      |
| 2014      | тф | Те, кого нельзя поцеловать                  | Naomi and Ely's No Kiss List             | Наоми                       |
| 2014      | ф  | Искусство побеждать                         | Youth of the Nations                     | Алис                        |
| 2015      | с  | Приманка                                    | Eye Candy                                | Линди Сэмпсон               |
| 2016      | с  | Руководство по выживанию от Купера Барретта | Cooper Barrett's Guide to Surviving Life | Рамона Миллер               |
| 2016      | с  | Шоу ужасов Рокки Хоррора                    | The Rocky Horror Picture Show            | Джанет Вайс                 |
| 2017      | ф  | Окраина                                     | The Outcasts                             | Джоди                       |
| 2018      | с  | Американская Домохозяйка                    | American Housewife                       | Харпер Валинкорт            |
| 2022      | ф  | Идеальное сочетание                         | A perfect pairing                        | Лола Альварес               |

## Музыкальная карьера
Помимо карьеры актрисы, Виктория Джастис всерьёз занимается музыкой. В Твиттере Виктория объявила, что она записывает альбом, который выйдет к концу 2013 года либо в начале 2014 года. В 2012 году Виктория отправилась в концертный тур по США под названием Make It in America Tour. Она также участвовала в Summer Break Tour летом 2013-го вместе с музыкальной группой Big Time Rush. Также Виктория объявила, что хотела бы пока заняться своей актёрской карьерой.
В 2010 году в интервью для Ассошиэйтед Пресс Виктория заявила, что находится в процессе записи собственного альбома. В октябре 2012-го она рассказала, что планирует выпустить альбом в 2013 году. В августе 2014-го по данным Billboard Джастис покинула Columbia Records, но продолжила запись своего альбома, выход которого планировался на 2015 год.

### Саундтреки
| Год  | Сериал, фильм               |
| ---- | --------------------------- |
| 2009 | Феерия!                     |
| 2011 | Виктория-победительница     |
| 2012 | Виктория-победительница 2.0 |
| 2012 | Виктория-победительница 3.0 |
| 2016 | Шоу ужасов Рокки Хоррора    |

## Дискография

### Саундтреки
- Spectacular! (2009)
- Victorious 2.0: More Music from the Hit TV Show (2012)

### Студийные альбомы
- SHAKE! (2013)

### Синглы
| - «A Thousand Miles» (2007) - «Make It Shine» (2010) - «You’re the Reason» (2010) - «Finally Falling» (2010) - «Tell Me That You Love Me» (2010) - «Freak the Freak Out» (2010) - «Favorite Food» (2011) - «I Want You Back» (2011) - «Song to You» (2011) - «Beggin' On Your Knees» (2011) - «Best Friend’s Brother» (2011) | - «All I Want is Everything» (2011) - «365 Days» (2011) - «It’s Not Christmas Without You» (2011) - «Countdown» (2012) - «Take a Hint» (2012) - «Make It in America» (2012) - «Here 2 Us» (2012) - «Shut Up and Dance» (2012) - «Gold» (2013) - «Caught Up In You» (2013) - «Shake» (2013) - «Girl Up» (2013) |

### Видеоклипы
| - «Freak The Freak Out» (2010) - «I Want You Back» (2011) - «Best Friends Brother» (2011) - «Leave It All to Shine» (с участием Миранды Косгроув) (2011) - «Beggin' On Your Knees» (2011) | - «Girl Up» - «Gold» (с участием актёра Колтона Хэйнса) (2013) - «Friends Count» - «Make It In America» (2012) - «Bruno Mars Medley» (с участием Макса Шнайдера) |